# Ksar Jouamaâ
Ksar Jouamaâ est un ksar de Tunisie situé dans le gouvernorat de Médenine.

## Localisation
Situé sur un piton escarpé sur trois de ses côtés, Abdesmad Zaïed le classe parmi les « ksour-greniers de montagne », malgré le caractère défensif de son emplacement.
Le mausolée de Sidi Abdelhafidh Lajnef, issu de la tribu des Djellidet, une huilerie et deux citernes se trouvent à proximité.

## Histoire
Le ksar est fondé aux alentours de 1770 — Zaïed donnant la date de 1763 et Kamel Laroussi de 1773 — sur les ruines d'un autre ksar (Rahala). Une extension au-delà de l'entrée couverte (skifa) a lieu au début du protectorat français.
Le 10 janvier 2020, le gouvernement tunisien propose le site pour un futur classement sur la liste du patrimoine mondial de l'Unesco. Le 21 janvier 2021, un arrêté en fait un monument classé.

## Aménagement
D'une forme rectangulaire mais irrégulière, il se divise en deux parties : une ancienne du côté sud-ouest et accessible par la skifa, et une autre plus récente au Nord-Est, ouverte sur la piste d'accès au ksar.
En 2004, Laroussi compte 180 ghorfas dont 70 en ruine, Herbert Popp et Abdelfettah Kassah n'en comptant que 97 réparties pour la plupart sur deux étages en 2010. André Louis mentionne jusqu'à quatre étages en 1975 alors que le ksar est encore en usage.
Son état est désormais dégradé, en particulier dans sa partie ancienne où des parties se sont effondrées. Vingt ghorfas dans la partie plus récente sont en revanche restaurées.

## Utilisation
Un usage touristique (hébergement et restauration) y est tenté sans succès entre 2004 et 2006. En 2023, un hôtel et un restaurant y sont à nouveau exploités.